# Селенид рения(IV)
Селенид рения(IV) — бинарное неорганическое соединение,
рения и селена
с формулой ReSe2,
чёрные кристаллы.

## Получение
- Действие сухого селеноводорода на метеллический рений:

{\displaystyle {\mathsf {Re+2H_{2}Se\ {\xrightarrow {700^{o}C}}\ ReSe_{2}+2H_{2}}}}

## Физические свойства
Селенид рения(IV) образует чёрные кристаллы
триклинной сингонии.
пространственная группа P 1,
параметры ячейки a = 0,67272 нм, b = 0,66065 нм, c = 0,67196 нм, α = 118,93°, β = 91,82 °, γ = 104,93°, Z = 4,
.
Проявляет полупроводниковые свойства.

## Химические свойства
- При нагревании растворяется в перекиси водорода, смеси азотной и серной кислот.

## Применение
- Селениды рения — эффективные катализаторы гидрирования органических веществ.